# التصميم البارمتري
التصميم البارمتري هو أسلوب حديث في مجال العمارة والتصميم، كنتيجة للتطور الرقمي، يتم فيه تشكيل الميزات، مثل عناصر البناء والمكونات الهندسية، بناءً على العمليات الخوارزمية بدلاً من التلاعب المباشر بها. في هذا النهج تقوم المعلمات والقواعد بتحديد العلاقة بين نية التصميم واستجابة التصميم. يشير مصطلح البارامترية إلى معلمات الإدخال التي يتم تغذيتها في الخوارزميات، ويشير مصطلح البارمترية عادةً إلى استخدام خوارزميات الكمبيوتر في التصميم، ويمكن العثور على سوابق مبكرة في أعمال المهندسين المعماريين في مجال هذا النوع من التصميم مثل أنتوني غاودي، الذي استخدم نموذجًا ميكانيكيًا للتصميم المعماري، عن طريق ربط الأوزان بنظام من الأوتار لتحديد أشكال ميزات البناء مثل الأقواس.
تمكنت العمارة البارمترية من الجمع بين العناصر المعمارية ودمجها وتحويلها إالى عناصر أو محدّدات لوغارتمية، من الممكن تحويلها وتشكيلها بسهولة، مما يعمل على تقوية العلاقة بين مكونات وأشكال المشروع، وعلاقة المبنى بمحيطه. من الممكن تصنيف نماذج العمارة البارمترية إلى قسمين رئيسيين، القسم الاول هو الأنظمة القائمة على الإنتشار، حيث تقوم الخوارزميات بإنشاء أشكال نهائية لم يتم تحديدها مسبقًا بناءً على المدخلات البارامترية الأولية. والقسم الثاني هو أنظمة القيود، حيث يتم وضع القيود النهائية، ويتم استخدام الخوارزميات لتحديد الجوانب الأساسية، مثل الهياكل أو استخدام المواد التي تلبي هذه القيود. غالبًا ما يتم تنفيذ عمليات العثور على النماذج من خلال الأنظمة القائمة على الانتشار، حيث تعمل هذه العمليات على تحسين أهداف تصميم معينة مقابل مجموعة من قيود التصميم، مما يمكن من العثور على الشكل النهائي للتصميم بناءً على هذه القيود.
تتيح الأدوات البارامترية انعكاس كل من المنطق النقابي وهندسة النموذج الناتج عن البرنامج البارامتري، وتوفر واجهة التصميم شاشة مرئية لدعم تصور البنية الخوارزمية للمخطط البارامترى لدعم التعديل البارامترى. يمكن تعريف مبدأ التصميم البارامتري بأنه تصميم رياضي، حيث تظهر العلاقة بين عناصر التصميم كمعلمات يمكن إعادة صياغتها لتوليد أشكال هندسية معقدة، وتعتمد هذه الأشكال الهندسية على معلمات العناصر، وذلك عن طريق تغيير هذه المعلمات، ليتم إنشاء أشكال جديدة في وقت واحد.
في برامج التصميم البارامترية، يتمتع المصممون والمهندسون بحرية إضافة وضبط المعلمات التي تؤثر على نتائج التصميم، مثل المواد والأبعاد ومتطلبات المستخدم وبيانات جسم المستخدم، وفي عملية التصميم البارامترية، يستطيع المصمم الكشف عن إصدارات المشروع والمنتج النهائي، دون الرجوع إلى البداية، وذلك من خلال إنشاء المعلمات وإقامة العلاقة بين المتغيرات بعد إنشاء النموذج الأول، وأي تغيير في المعلمات مثل التحرير أو التطوير سيتم تحديثه تلقائيًا في النموذج، وهو ما يشبه اختصار للنموذج النهائي.

## المعلمة (البارمتر)
كلمة المعلمة مشتقة من الكلمة اليونانية التي تعني الفقرة بمعنى بجانب أو قبل أو بدلاً من بالإضافة إلى المترون بمعنى القياس، وإذا نظرنا إلى الأصل اليوناني للكلمة، يتبين لنا أن الكلمة تعني مصطلحًا يرمز أو يحدد مقياسًا آخر. في برامج CAD البارامترية تشيرعادةً إلى مصطلح متغير في المعادلات التي تحدد قيمًا أخرى. تتميز المعلمة، بوجود مجموعة من القيم الممكنة، وهي إحدى القوى الأكثر إغراءً للنظام البارامتري مثل القدرة على استكشاف العديد من الاختلافات في التصميم عن طريق تعديل قيمة بعض معلمات التحكم.

## التاريخ
ظهر مصطلح البارامتيك أول مرة على يد المعماري الإيطالي لويجي موريتي عام 1940 في أطروحة الدكتوراه الخاصة به، وأشار على أن العلاقة بين الشكل وأبعاده تتوقف على مجموعة من الإعدادات (معلمات) والتي تتمثل في مجموعة أرقام، منحنيات، أشكال، زوايا. كان أول استخدام للتصميم الباراميتي أول مرة في ملعب ميلانو من قِبل موريتي، ويشير هذا التصميم أنه من الممكن أن يتكون الملعب من تسعة عشر مدخل أو معلومة، كزوايا المشاهدة والتكلفة الاقتصادية لمواد البناء. تُعد زها حديد المهندسة المعمارية العراقية من المعماريين البارزين في مجال التصميم البارمتري.

### التصميم البارمتري التناظري
أحد أقدم الأمثلة على التصميم البارامتري كان نموذج الكنائس المقلوب الذي صممه أنطونيو غاودي، في تصميمه لكنيسة كولونيا غويل، حيث ابتكر نموذجاً من الخيوط المثقلة بطلقات الطيور لإنشاء أسقف وأقواس مقببة معقدة ومن خلال تعديل موضع الأوزان أو طول الأوتار، تمكن من تغيير شكل كل قوس وملاحظة التأثير على الأقواس المتصلة، حيث قام بوضع مرآة في الجزء السفلي من النموذج ليرى كيف سيبدو عند بناء الجانب الأيمن للأعلى.
تمضمنت طريقة غاودي التناظرية السمات الرئيسية للنموذج البارمتري التنظاري كالمدخلات، المعلمات، المعادلة، الإخراج. حيث يعمل طول السلسلة ووزن طلقة الطيور وموقع نقطة الارتساء كمعلمات إدخال مستقلة. تعمل مواقع قمة النقاط الموجودة على الأوتار بمثابة نتائج النموذج، حيث يتم اشتقاق النتائج باستخدام وظائف واضحة، في هذه الحالة، الجاذبية أو قانون نيوتن للحركة، من خلال تعديل المعلمات الفردية لهذه النماذج. تمكن غاودي من إنشاء إصدارات مختلفة من نموذجه مع ضمان أن الهيكل الناتج سيكون في حالة ضغط خالص، بدلًا من حساب نتائج المعادلات البارامترية يدويًا، يمكنه استخلاص شكل منحنيات السلسال تلقائيًا من خلال قوة الجاذبية المؤثرة على الأوتار.
قام المهندس المعماري الألماني فراي أوتو أيضاً بتجربة العمليات البارامترية غير الرقمية، وذلك باستخدام فقاعات الصابون للعثور على الأشكال المثالية للهياكل الانشدادية كما هو الحال في استاد ميونيخ الأولمبي، الذ تم تصميمه لدورة الألعاب الأولمبية الصيفية عام 1972 في ميونيخ.

## العمارة
دائماً ما تكون الطبيعة بمثابة مصدر إلهام للمهندسين المعماريين والمصممين، حيث أن تكنولوجيا الكمبيوتر زودت المصممين والمهندسين المعماريين بالأدوات اللازمة لتحليل ومحاكاة التعقيد الملحوظ في الطبيعة وتطبيقه على أشكال البناء الهيكلية والأنماط التنظيمية الحضرية. في الثمانينيات، بدأ المهندسون المعماريون والمصممون في استخدام أجهزة الكمبيوتر التي تقوم بتشغيل البرامج المطورة لصناعات الطيران والصور المتحركة من أجل تحريك الشكل.
يُعد غريغ لين من أوائل المهندسين المعماريين والمنظرين الذين استخدموا أجهزة الكمبيوتر لإنشاء الهندسة المعمارية، تعتبر العمارة الفقاعية والنقطية والطية من الأمثلة المبكرة على الهندسة المعمارية المولدة بالكمبيوتر. تم تصميم المبنى رقم 3 الجديد لمطار شينزين باوان الدولي، الذي تم الانتهاء منه في عام 2013، من قبل المهندس المعماري الإيطالي ماسيميليانو فوكساس بدعم من التصميم البارامترى من شركة الهندسة Knippers Helbig، حيث أنه بمثابة مثال على استخدام تقنيات التصميم والإنتاج البارامترية في مبنى واسع النطاق.
في التصميم المعماري العام، يمكن اعتبار جميع جوانب التصميم وأبعادها كمعلمات، مثل الموقع والاتجاه والشكل والإشعاع الشمسي وما إلى ذلك، حيث أن العملية التكرارية هي أسلوب للتحسين المستمر للمفهوم أو التصميم أو المنتج، يقوم المبدعون بإنتاج نموذج أولي واختباره وتعديله وتكرار الدورة بهدف الاقتراب من الحل. في حالة البنية البارامترية، يمكن لمبدأ للتكرار إنشاء تباين عند كل تمريرة عبر نفس مجموعة التعليمات، وقد تشمل الأمثلة تغيير حجم وشكل لوحة الأرضية أثناء بناء ناطحة سحاب، أو تغيير زاوية نظام الكسوة المعياري أثناء تبليطه على سطح متموج، بالإضافة إلى إنتاج التنوع، يمكن أن يكون التكرار أداة قوية لكل من التحسين وتقليل الوقت اللازم لتحقيق هذا التحسين باستخدام نظام حدودي مرن، والذي يمكن أن يعطي ردود فعل فورية، ويمكن المصمم إنشاء حلول واختبارها بسرعة من خلال التكرار.

## التصميم الحضري
يركز التحضر البارامتري على دراسة أنماط الاستيطان والتنبؤ بها. يحدد المهندس المعماري فراي أوتو الاحتلال والاتصال باعتبارهما العمليتين الأساسيتين المتضمنتين في كل عمليات التحضر، ويمكن أن تساعد العمليات البارامترية في تحسين حركة المشاة أو المركبات، وتوجيهات الكتل والواجهات، والمقارنة الفورية بين الأداء المختلف لخيارات التصميم الحضري المتعددة.
تتيح تقنيات التصميم البارامترية للمهندسين المعماريين والمصممين الحضريين معالجة السياقات الحضرية المتنوعة والتحديات البيئية والقضايا الاجتماعية والاستجابة لها بشكل أفضل، من خلال دمج البيانات والتحليل في عملية التصميم، ويسمح التمدن البارامتري بحلول أكثر استنارة وتكيفًا لتحديات التصميم الحضري، مما يؤدي في النهاية إلى بيئات حضرية أكثر مرونة واستدامة.

## التصميم الصناعي
مع تطور التكنولوجيا وتحسين نوعية حياة الناس، هناك المزيد من العوامل التي تؤثر على النتيجة النهائية للتصميم الداخلي والأثاث، المساحة والشكل واللون والخط والضوء واللون والنمط والملمس كلها عناصر مؤثرة. توفر طريقة التصميم البارامترية للمصممين الصناعيين المزيد من إمكانيات التصميم، تمنح طريقة التصميم البارامترية مصممي الأثاث فرصاً لتحدي هياكل الأثاث الأكثر تعقيداً وإنشاء أشكال أكثر تعقيداً عند التعامل مع المشكلات المريحة، يمكن لأساليب التصميم البارامترية أن تساعد المصممين على إنشاء سيناريوهات رقمية للاستخدام الحقيقي وتوفير مفاهيم تصميم أكثر راحة. يعد استخدام جداول التصميم في صناعة الأثاث لتنفيذ التصميم البارامتري مفيدًا عندما يلزم تنفيذ طلب كبير بأحجام مختلفة من نفس طراز الأثاث، حيث أنه يقلل من وقت العمل واحتمال الخطأ.